# Saeul
Saeul é uma comuna do Luxemburgo, pertence ao distrito de Diekirch e ao cantão de Redange.

## Demografia
Dados do censo de 15 de fevereiro de 2001:
- população total: 460
  - homens: 223
  - mulheres: 237

- densidade: 30,96 hab./km²
- distribuição por nacionalidade:

| Nacionalidade  | População | %      |
| -------------- | --------- | ------ |
| luxemburgueses | 400       | 86,96% |
| estrangeiros   | 60        | 13,04% |
| - portugueses  | 13        | 2,83%  |
| - franceses    | 11        | 2,39%  |
| - italianos    | 2         | 0,43%  |
| - belgas       | 10        | 2,17%  |
| - alemães      | 8         | 1,74%  |
| - iuguslavos   |           | 0,00%  |
| - outros       | 16        | 3,48%  |

- Crescimento populacional:

| Ano        | População |
| ---------- | --------- |
| 15/02/2001 | 460       |
| 01/01/2002 | 468       |
| 01/01/2003 | 493       |
| 01/01/2004 | 514       |
| 01/01/2005 | 535       |